# Stawy-Sieragi
Stawy-Sieragi – osada w Polsce położona w województwie świętokrzyskim, w powiecie staszowskim, w gminie Połaniec.
W latach 1975–1998 miejscowość administracyjnie należała do województwa tarnobrzeskiego.

## Dawne części wsi – obiekty fizjograficzne
W latach 70. XX wieku przyporządkowano i opracowano spis lokalnych części integralnych dla wsi Zrębin, którego to wówczas częścią integralną była obecna osada Stawy-Sieragi zawarty w tabeli 1.

| Nazwa wsi – miasta  | Nazwy części wsi – miasta      | Nazwy obiektów fizjograficznych – charakter obiektu |
| ------------------- | ------------------------------ | --- |
| I. Gromada POŁANIEC |                                | |
| 1. Zrębin           | 1. Młyn 2. Sieragi 3. Warszawa | 1. Dąbrowy — pole 2. Góry — pole 3. Ogrody — pole 4. Pod Brzegami — pole 5. Pod Cebrem — krzaki, pole, łąka 6. Pod Dołami — pole 7. Pod Figurką — pole 8. Pod Granicą — pole 9. Pod Kiełczyńską Granicą — pole 10. Pogorzałek — pole, łąka 11. Przy Szosie — pole 12. Pytkowiec — pole, łąka 13. Za Kolejką — pole |

## Literatura
1. Kaczmarek Leon (red. nauk. zeszytu), Taszycki Witold (red. nauk. wyd.): Urzędowe Nazwy miejscowości i obiektów fizjograficznych. 33. Powiat staszowski województwo kieleckie. Komisja ustalania nazw miejscowości i obiektów fizjograficznych (do użytku służbowego). Z: 33. Warszawa: Urząd Rady Ministrów. Biuro do Spraw Prezydiów Rad Narodowych, 1970. Brak numerów stron w książce